# Ibrahim Koné (calciatore 1995)
Ibrahim Koné (30 gennaio 1995) è un calciatore ivoriano, centrocampista dell'Al-Ahli Al-Musrati.

## Carriera
Ha giocato nella prima divisione dei campionati moldavo, bielorusso ed egiziano.

## Palmarès

### Club

#### Competizioni nazionali
- Coppa di Moldavia: 1

Sheriff Tiraspol: 2016-2017
- Campionato moldavo: 1

Sheriff Tiraspol: 2016-2017